# 河堰镇
河堰镇，是中华人民共和国重庆市开州区下辖的一个乡镇级行政单位。

## 行政区划
河堰镇下辖以下地区：
河堰口社区、水河社区、清泉社区、大槽村、大田村、马家村、周家村、石龙村、花木村、田园村、三通村、三包村、岩水村、倪家村和口泉村。